# Mária Krásnohorská
Mária Krásnohorská (* 15. srpna 1949, Tovarníky) je slovenská diplomatka, bývalá velvyslankyně Slovenska.

## Diplomatické působení
V letech 1994–1998 byla stálou představitelkou Slovenska na Stálé misi při OSN v Ženevě.
Byla také generální tajemnicí Slovenské komise pro UNESCO.
V březnu 2021 jí ministr zahraničních věcí a evropských záležitostí Ivan Korčok udělil medaili Za zásluhy o slovenskou diplomacii.

### Francie
Ve funkci byla potvrzena 1. listopadu 2001. Před svým jmenováním do Paříže byla ředitelkou odboru západní a jižní Evropy a Severní Ameriky. Jejím předchůdcem byl od roku 1997 Vladimír Valach a jejím nástupcem do roku 2010 Ján Kuderjavý. Ve funkci velvyslankyně ve Francii a stálé delegátky Slovenska při UNESCO získala 25. listopadu 2005 potvrzení zápisu na Seznam nehmotného kulturního dědictví lidstva.

### Itálie
V Římě působila v letech 2011–2015, jejím předchůdcem byl Stanislav Vallo. Dne 21. června 2011 předala pověřovací listiny prezidentovi Italské republiky Giorgiovi Napolitanovi. Dne 20. října 2011 předala pověřovací listiny v Republice San Marino kapitánovi regentovi. Jejím nástupcem se v roce 2015 stal Ján Šoth.